# Wegwerpbeker

De drie afmetingen die de maat van de wegwerpbeker bepalen.

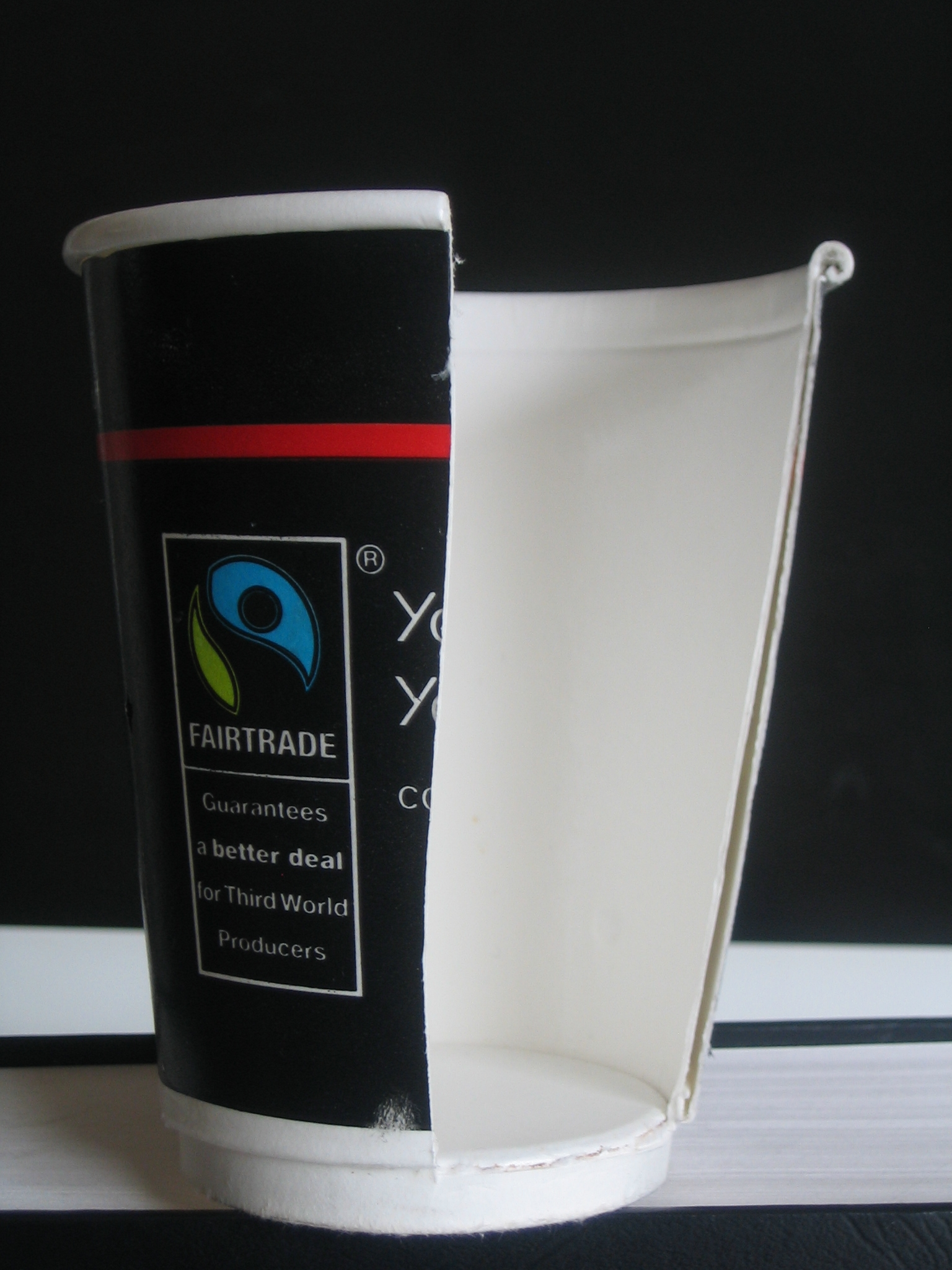
Een dubbelwandige wegwerpbeker met uitsnede

Een wegwerpbeker is een lichtgewicht beker van dun kunststof of van papier die na gebruik weggeworpen of ingezameld kan worden. De papieren exemplaren worden waterdicht gemaakt door een laagje plastic of door was. Ze kunnen uit hergebruikt papier zijn gemaakt. Wegwerpbekers worden gebruikt om drank, eten of iets anders in te doen, bijvoorbeeld koffie, thee, chocolademelk, frisdrank, ijs, milkshake, soep, wijn, bier of popcorn. Ze zijn er in uiteenlopende maten, van 100 ml tot meer dan een halve liter. Aanvankelijk vooral bekend als (witte) kunststof beker uit de koffieautomaat, maar later zijn er vele toepassingen bij gekomen. Wegwerpbekers vinden massale toepassing over de hele wereld. In de tabel een overzicht van de meest voorkomende maten en gebruik.
Gezien de milieu-impact schakelen veel gebruikers over op herbruikbare bekers. Het onder de warme kraan omspoelen geldt echter ook niet als duurzaam. Afwassen kan beter met andere afwas samen in een teiltje of volle vaatwasser.
In Nederland mogen kantoren, bedrijven en instellingen vanaf 1 januari 2024 aan personeel en bezoekers geen wegwerpbekers en -bakjes aanbieden die plastic bevatten.

## Geschiedenis van papieren bekers
Papieren bekers werden al in het oude Chinees keizerrijk gebruikt, waar het papier rond de tweede eeuw voor Chr. werd uitgevonden. Papieren bekers waren bekend als chih pei en werden gebruikt om thee uit te drinken. Ze werden vormgegeven in verschillende afmetingen en kleuren, en werden voorzien van decoratieve voorstellingen. Schriftelijk bewijs van papieren bekers werd gevonden in een lijst van de bezittingen van de familie Yu, uit Hangzhou.
De moderne papieren beker werd ontwikkeld in de 20ste eeuw. In de vroege 20ste eeuw was het normaal om bij openbare watervoorzieningen zoals op scholen en in treinen allemaal van een en hetzelfde glas gebruik te maken. Het werd duidelijk dat dit gemeenschappelijk gebruik de volksgezondheid in gevaar kon brengen. Een belangrijk onderzoek naar dit gebruik was dat van Alvin Davison, professor in de biologie aan het Lafayette College, gepubliceerd onder de opzienbarende titel "Dood in Drinkgerei op School" in het Technical World Magazine in augustus 1908, gebaseerd op onderzoek dat werd verricht in openbare scholen in Easton, Pennsylvania. Het artikel werd herdrukt en verspreid door de Massachusetts State Board of Health in november 1909.
Gebaseerd op het besef van dit gevaar, en omdat papieren voorwerpen (met name met de uitvinding van de Dixie Cup in 1908) goedkoop en schoon konden worden gefabriceerd, werden plaatselijke verboden ingesteld op het gemeenschappelijke gebruik van bekers. Een van de eerste spoorwegmaatschappijen in Amerika die wegwerpbekers introduceerde was de Lackawanna Railroad, die dat deed in 1909. In 1917 waren gemeenschappelijke waterglazen bij de spoorwegen uitgebannen en vervangen door wegwerpbekers, wat zelfs werd vastgelegd in wetgeving.
Wegwerpbekers worden veel gebruikt in ziekenhuizen om gezondheidsredenen. In 1942 wees een studie van het Massachusetts State College uit dat de kosten van het gebruik van afwasbare glazen bekers, hergebruikt na reiniging, 1,6 maal meer bedragen dan het eenmalig gebruik van papieren bekers. Deze studies met het balangrijkste thema de reductie van het risico van onderlinge besmetting, stimuleerden het gebruik van wegwerpbekers in ziekenhuizen.

## Waterdicht maken
Aanvankelijk werden papieren bekers voor hete dranken in elkaar gelijmd en waterdicht gemaakt door een klein beetje klei op de bodem te deponeren en deze middels rotatie van de beker met hoge snelheid over de gehele binnenkant van de beker te verdelen, waardoor het papier geen water meer doorlaat. Deze methode had als bezwaar dat de drank in de beker rook en smaakte naar karton.
Bekers voor koude dranken konden niet op deze manier worden behandeld want dat zou leiden tot condensatie aan de buitenkant, die vervolgens in het papier zou worden gezogen waarmee de beker minder degelijk zou worden. Om die reden ontwikkelden bekerfabrikanten een techniek waarbij zowel binnen- als buitenkant met was werd bespoten. Bekers met een kleilaagje werden uiteindelijk door de uitvinding van de beker met een dun laagje van polyethyleen (PE) verdrongen. Enerzijds maakt het PE de beker waterdicht en anderzijds kunnen op de naden de laagjes gemakkelijk aan elkaar gelast worden.

## Toepassingen
Wegwerpbekers worden veel gebruikt als reclamemiddel. Gespecialiseerde drukkerijen kunnen logo of tekst op bekers aanbrengen voor gebruik in kantines van bedrijven en organisaties, op stations, bij evenementen, op beurzen, symposia, enzovoort. Voor mensen die met een verse kop koffie of thee moeten lopen zijn er kunststof deksels die de inhoud in de beker houden en waarin soms een opening is aangebracht waaruit gedronken kan worden. Modellen die bedoeld zijn voor hete dranken worden ook wel dubbelwandig uitgevoerd. Dit vergemakkelijkt het beetpakken omdat de buitenwand koeler blijft en verlengt de tijd dat de inhoud heet is. De kunststof bekers zijn allang niet meer alleen wit, ze zijn in allerlei kleuren en patronen verkrijgbaar. De traditionele vorm van de witte kunststof beker en het bekende effect waarbij een deel van de zijkant in een deuk kan blijven zitten leidde tot het kopiëren hiervan in een keramische uitvoering.
Met name de kunststof bekers vormden door hun massaal gebruik een ernstige bedreiging van het milieu. Tegenwoordig worden ze vaak gescheiden ingezameld, met name in de grotere bedrijven met veel koffie- en frisdrankautomaten, en hergebruikt als grondstof voor allerlei kunststofproducten.

## Wetgeving
Sinds 1 januari 2020 is het in Vlaanderen verboden om nog wegwerpbekers, blikjes of petflesjes te gebruiken op evenementen. Wil men toch wegwerpbekers e.d. gebruiken, dan moeten deze voor 90 procent opnieuw ingezameld worden. Deze regel wordt door de politie of de milieu-inspectie gecontroleerd.